# Primus Koch
Primus Koch (* 10. Juli 1752 in Wolnzach; † 20. März 1812 in Hohenpeißenberg) hieß ursprünglich Bonaventura Koch und war Augustiner-Chorherr, Lehrer und Seelsorger.

## Leben
Sein Vater war der Kaufmann und Uhrmacher Jakob Koch und seine Mutter hieß Agathe. 1772 absolvierte er das Jesuitengymnasium in München (heute: Wilhelmsgymnasium München) und trat anschließend in das Rottenbucher Augustiner-Chorherrenstift ein. Nach seinem Novizitatsjahr begann er Philosophie und Theologie zu studieren. 1777 erhielt er die Diakonatsweihe und 1779 die Priesterweihe. 1781 schickte das Kloster Guarinus Schlögl als Leiter und Primus Koch als „Custos Eccelsiae“ in das neu geschaffene meteorologische Observatorium auf den Hohen Peißenberg. Doch schon kurze Zeit später trat er die Stelle des „Director Chori musici“, also Leiter des Kirchengesanges und der Instrumentalmusik an. Es gab aber eine Enttäuschung, weil er sich lieber von den Philosophen der Aufklärung (Christian Wolff, Alexander Gottlieb Baumgarten) begeistern ließ und den Orden in diese neue Richtung reformieren wollte, er verfasste hierfür eigenes Schriftwerk. Ab 1782 war er Vikar in Böbing, 1785 in Wildsteig und 1788 Pfarrvikar von St. Ulrich in Rottenbuch, er erkannte dann allmählich seine wahre Berufung für die Seelsorge.
Ab 1801 war er Wallfahrtsseelsorger auf dem Hohen Peißenberg. Ab 1802 gründete er dort eine „Normalschule“, an der er selbst als Lehrer tätig war. Als am 21. März 1803 durch die Säkularisation in Bayern einen herben Schlag für das Kloster gab, trat er die Stelle als Seelsorger und Volkslehrer der neu geschaffenen Gemeinde Hohenpeißenberg an. Im  Oktober 1805 sprach Minister Montgelas ein Machtwort, ab dann war er von Amts wegen provisorischer Pfarrer des Ortes. Außerdem betätigte er sich ab 1804 als Observator für das meteorologische Observatorium. Nachdem er die Lehrertätigkeit aufgeben wollte, konnte nach längeren Auseinandersetzungen 1808 der Gemeindeschreiber Georg Schmauz als Lehrer der Gemeinde, statt ihm angestellt werden. Im Jahr 1809 wurde die definitive Errichtung der Pfarrei Hohenpeißenberg seitens der Staatsregierung bestätigt und Koch wurde vom vorläufigen zum tatsächlichen Pfarrer ernannt. 1811 erkrankte er und im Frühjahr 1812 trat ein fortschreitender Kräfteverfall ein, bis er im März starb.

## Ehrungen
- In Hohenpeißenberg ist die Primus-Koch-Grundschule nach ihm benannt.